# Ligne Bernhardt
Campagne d'Italie de la Seconde Guerre mondiale
Batailles
Invasion de la Sicile
- Lampedusa
- Corkscrew
- Mincemeat
- Barclay
- Animals
- Chestnut
- Narcissus
- Fustian
- Ladbroke
- Gela
- Troina
- Centuripe

Invasion de l'Italie
- Baytown
- Avalanche
- Rome
- Slapstick
- Armistice de Cassibile
- Achse
- Naples
- Bombardement du Vatican
- Ligne Volturno
- Libération de la Corse
- Ligne Barbara
- Bombardement de Bari

Ligne Gustave
- Ligne Bernhardt
- Raincoat
- San Pietro Infine
- Rivière Moro
- Ortona
- Rivière Rapido
- Monte Cassino
- Shingle
- Cisterna
- Diadem
- Strangle
- Ligne Trasimene
- Libération de Rome
- Ancône
- Brassard

Ligne gothique
- Rimini
- Saint-Marin
- Gemmano
- Montecieco
- Monte Castello
- Garfagnana

Offensive du printemps 1945
- Tombola
- Bowler
- Roast
- Bologne
- Argenta Gap
- Herring
- Collecchio

Guerre civile italienne
La ligne Bernhardt (ou ligne Reinhard) est une position défensive de la Wehrmacht en Italie établie pendant la campagne italienne de la Seconde Guerre mondiale. Ayant atteint la ligne Bernhardt début décembre 1943, il a fallu attendre la mi-janvier 1944 pour que la 5e armée américaine se fraie un chemin vers la ligne de défense suivante, la ligne Gustave. La ligne était défendue par le XIVe Panzerkorps, qui faisait partie de la 10e armée allemande.
Contrairement à la plupart des autres lignes défensives, elle ne traversait pas l'Italie d'une mer à l'autre, mais ne constituait qu'un renflement devant la ligne principale Gustave, traversant le massif du mont Cassin, entourant les sommets du monastère du mont Cassin, Monte la Difensa, Monte la Remetanea et Monte Maggiore, sur le territoire de Rocca d'Evandro, et Monte Sambucaro (ou Sammucro), qui se dresse à la frontière des trois régions (Latium, Molise et Campanie).
La ligne Bernhardt n'était pas aussi fortifiée que la ligne Gustave et ne visait qu'à retarder l'arrivée des Alliés sur la ligne défensive principale. Avec la ligne Hitler, elle constituait les principales défenses allemandes de la ligne Gustave au sud de Rome.